# 台湾国語
台湾国語（たいわんこくご、繁体字中国語: 臺灣國語）とは、中華民国の公用語である「国語（中華民国国語）」を元として台湾の独自の文化や環境に合わせて変化して誕生した言語（台湾訛りの中華民国国語）であり、現代の台湾で日常的に広く使われている言語である。
台湾華語や台湾中国語ともいう。国語の普及以前から台湾で話されていた「台湾語」は、福建省の閩南語に由来する言語であり、台湾国語とは異なる。
「中華民国中央研究院・言語学研究所」の公式サイトによれば、台湾国語は「我々台湾という多民族国家の共通語であり、中華民国国語の系統の中でもっとも重要な研究対象とされている」とされている。

## 歴史
当初、台湾人は台湾語や客家語、諸民族語を話していた。台湾人の中国語学習に関する歴史は長く、最も古い記録は清王朝の時（約1700年の頃）、中国の皇帝である雍正帝の朝廷の官僚が福建省と広東省の住民と交流しやすくするため、共通語である「官話」を住民たちに教えていたというものである。当時の台湾は福建省の下に編入されていた故に、台湾人は清王朝の官話を学んでいた。朝廷は台湾の台南県に「正音書院」という専門的な官話学校も創設したが、官話と台湾語の差があまりにも大きかったことや、ここで育成され官話を話せるようになった人も少なかったことで、教育効果はゼロに近く1750年に正音書院は創設後間もなくに閉鎖された。
その後1895年に、台湾は日本統治下に置かれた。日本は中国語に関する教育を完全に廃止し、日本語教育を始めた。1945年に日本の降伏に伴って中華民国が台湾を接収した（台湾光復）。1949年に中国大陸での国共内戦で中国共産党に敗れた中国国民党率いる政権は、政府や教育機関を丸ごと台湾島に移転した。中華民国政府は台湾語も日本語も廃止し、中華民国国語を台湾の唯一の標準語とした。
元来、台湾には台湾語という独自の言葉があるが、国民党政権が中華民国国語を台湾語に取って代わる標準語としたため、台湾語を話す台湾人はどんどん少なくなった。しかし、この中華民国国語は中国大陸北部の語彙・音声・慣用語などに基づいて創られたものであり、台湾人の言語習慣に適応していなかった。大半の台湾人はこの中華民国国語をうまく話せず、正しく使えなかった。そこで、台湾人は中華民国国語に台湾語・客家語・台湾原住民の言語・日本語・オランダ語に由来する要素を取り込んで使用するようになった。約50年間を経て、台湾人にとって理解しやすい言語「台湾国語」が自然に形成されていた。台湾国語は標準中国語の一種ではあるが、大陸の中国人が使わない語彙も多く含まれている。
台湾国語の元となった「中華民国国語」の発音・声調・語彙は中華人民共和国の普通話と差異が大きくなっているが、台湾国語はさらに乖離が進行しており、普通話とは遥かに違うものとなっている。台湾国語と普通話の間での意思疎通は可能だが、台湾国語は普通話と比べると「r化音」や「軽声」の使用率が圧倒的に低い。

## 台湾国語と中華民国国語・普通話との比較
台湾国語と中華民国国語の違いは具体的に、台湾国語では「ㄣ[ən]」・「ㄥ[əŋ]」などの発音が全く区別されないことが挙げられる。中国語母語話者なら、台湾国語・中華民国国語・普通話の3種類の中国語の違いを聞き分けることができるほどに差が大きいため、意思疎通に難がある場合もある。かつては台湾のテレビ放送では主に中華民国国語を使用していたが、現在では台湾本土化運動の強まりにより、台湾国語が使用されるようになっている。
台湾国語は中華民国国語の台湾訛りであり、台北弁・台中弁・台南弁・台東弁など、地域ごとにさらに細かく分けることができる。
また、現在の中国（中華人民共和国）は、台湾を独立した国家として認めていないため、「国」の文字を避けて、台湾国語のことを「台湾訛りの中国語」と呼んでいる。
- 発音の違い
  - 難発音
旧来（統治時代）使用されていた日本語や元来の台湾語にない音は、普通話とは異なって発音されることが多い。特にそり舌音をあまり使用しない話者が多い。
  - 母音（非正式）
    - b、p、m、fの後ろに来るeng → ong 例：碰 pèng → pòng

  - 子音（非正式）
    - f → h 例：飯 fàn → huàn
    - zh (ㄓ) → z (ㄗ) 例：中 zhōng → zōng
    - ch (ㄔ) → c (ㄘ) 例：吃 chī → cī
    - sh (ㄕ) → s (ㄙ) 例：是 shì → sì
    - r (ㄖ) → z (ㄗ)/l (ㄌ) 例：日本人 Rìběnrén → Zìběnlén

  - aの発音
    - 一般に台湾の国語の発音の方が北京の発音よりも顎の開きが狭い。

  - r化の有無（北京音。「r」を発音しない。）
    - 例：玩 '遊ぶ' 普通話（北京音）…wánr 普通話（標準音）…wán 国語…wán

  - 軽声化の有無
    - 例：沒關係 '関係ない' 普通話…méi guānxi 国語…méi guānxì

  - 字音の異同
    - 声母の違い
      - 酵 '酵(母)' 普通話…jiào 国語…xiào

    - 韻母の違い
      - 液 '液' 普通話…yè 国語…yì

    - 声調の違い
      - 例：寂 '(静)寂' 普通話…jì 国語…jí
        - 錫 '錫' 普通話…xī 国語…xí
        - 偽 '偽りの' 普通話…wěi 国語…wèi

    - 韻母と声調の違い
      - 例：和 '〜と〜' 普通話…hé 国語…hàn

- 語彙の違い
  - 形態素の違い
    - 例：'タクシー' 普通話…出租(汽)车 chūzū(qì)chē 国語…計程車 jìchéngchē
      - 'ケイ素' 普通話…硅 guī 国語…矽 xì
      - 'いろいろミックスの' 普通話…什锦 shíjǐn、混合 hùnhé 国語…綜合 zōnghé
      - 'バス' 普通話…公交车 gōngjiāochē、公共汽车 gōnggòngqìchē 国語…公車 gōngchē

  - 接頭語の違い
    - 例：'親しさを示す接頭語' 普通話…小王 Xiǎo-Wáng 国語…阿王 Ā-Wáng

## 文法
国語と普通話では、反復疑問文の様式、二重目的語の構文など、語順が幾通りかあり得る場合において、好まれる語順の傾向差がある。